# Szergej Nyikolajevics Kurdakov
Szergej Nyikolajevics Kurdakov (oroszul: Сергей Николаевич Курдаков) (1951. március 1. – 1973. január 1.) orosz nemzetiségű szovjet KGB-tiszt, majd emigráns konvertita.

## Élete
Négyéves korában elvesztette édesapját, majd később édesanyját. Utcagyerekként élt, majd különböző állami intézetek lakója lett. Ateista nevelést kapott, így a Szovjetunió Kommunista Pártja tagja lett. 1968-ban előbb a leningrádi, majd a petropavlovszi tengerészeti akadémia diákja lett.
A párt felkérésére egy titkos rendőri egységet szervezett, melynek célja az illegálisan működő keresztény közösségek megtörése, szétverése, megfélemlítése volt. 1969 májusától 1970 októberéig mintegy 150 akciót hajtott végre. Ezen akciók közben szerzett élményei nyomán keresztény hitre tért.
1971. szeptember 3-án - kalandos körülmények között - Kanadába emigrált, ahol előadásokat tartott a szovjet keresztényüldözésről. Bár halálosan megfenyegették, ezt a tevékenységét tovább folytatta.
1973. január 1-jén, 22. születésnapján lakásán több pisztolylövéstől halva találták.

## Műve
- Bocsáss meg, Natasa[2] (Frankfurt am Main) (önéletrajz)